# Saint-Jean-le-Priche
Saint-Jean-le-Priche est une commune associée de Mâcon. La fusion-association date du 1er janvier 1972. À l’origine, elle appartenait aux domaines
de l’église de Saint-Vincent de Mâcon. Elle est située à 6 kilomètres du cœur de Mâcon le long de la rive droite de la Saône.

## Géographie

Carte de Saint-Jean-le-Priche.

### Localisation

Localisation de la commune dans Mâcon.

La commune est associée est située à 6 kilomètres au nord du centre de Mâcon. De plus, elle est une enclave puisqu'elle n'est pas frontalière à la commune, elle est séparée de celle-ci par la commune de Sancé, tout comme une autre commune associée de Mâcon : Sennecé-lès-Mâcon.

### Points extrêmes
- Nord : Les Molards, 46° 22′ 17″ N, 4° 51′ 02″ E
- Est : La Reprise, 46° 22′ 05″ N, 4° 51′ 31″ E
- Sud : Le Grand Pré, 46° 21′ 40″ N, 4° 51′ 17″ E
- Ouest : Parc d'activités de Mâcon Nord, 46° 22′ 11″ N, 4° 50′ 21″ E

### Hydrographie

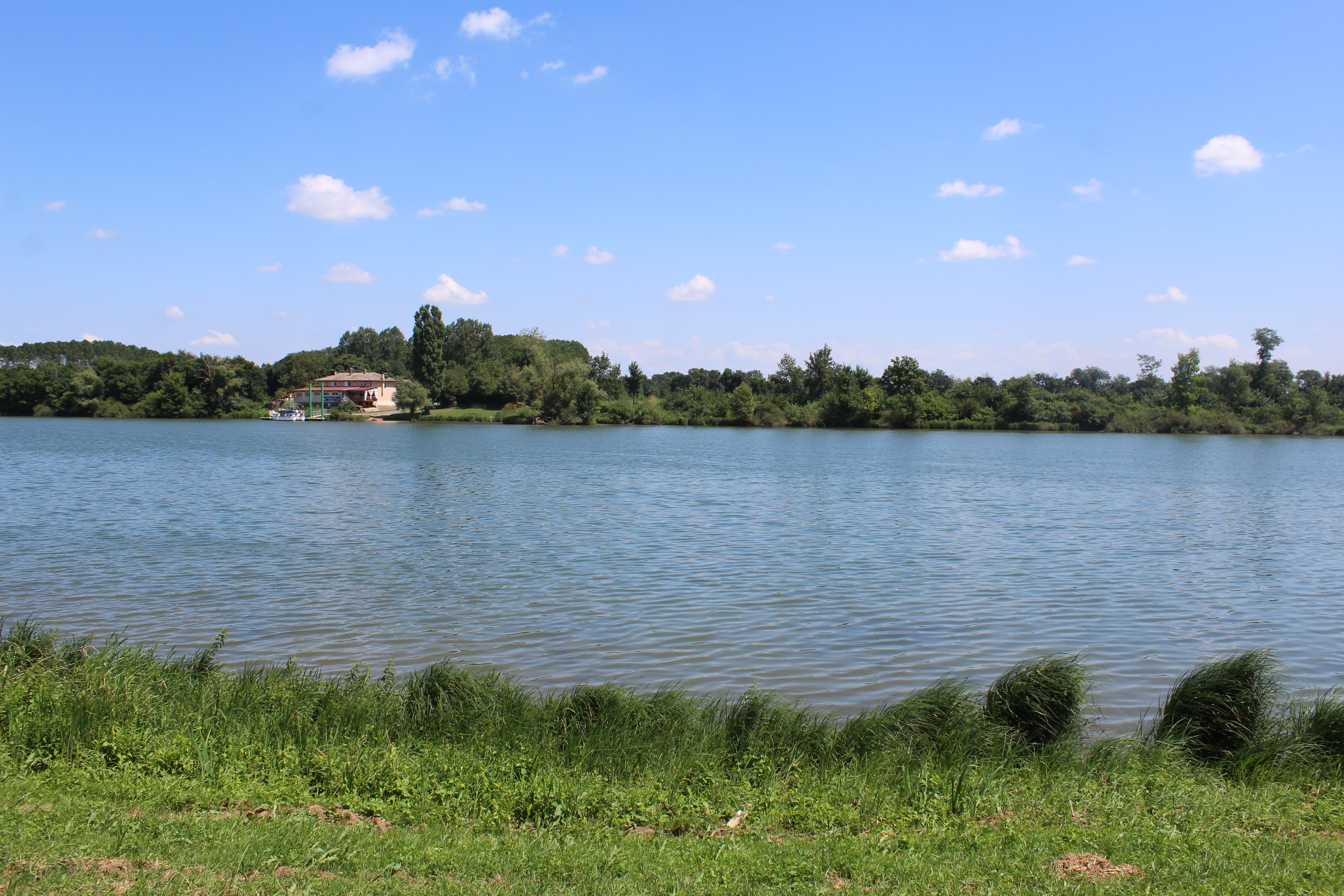
La Saône avec le port de Vésines.

À l'est, la Saône marque la frontière avec la commune de Vésines et avec le département de l'Ain.
Au sud du château, on trouve un étang qui est traversé par un petit cours d'eau qui se jette dans la Saône.

### Climatologie
Climat tempéré à légère tendance continentale. Voici les valeurs climatiques de 1961 à 1990 :
| Mois                              | jan. | fév. | mars | avril | mai  | juin | jui. | août | sep. | oct. | nov. | déc. | année |
| --------------------------------- | ---- | ---- | ---- | ----- | ---- | ---- | ---- | ---- | ---- | ---- | ---- | ---- | ----- |
| Température minimale moyenne (°C) | −0,6 | 0,7  | 2,5  | 5,2   | 8,9  | 12,3 | 12,4 | 13,9 | 11,1 | 7,5  | 2,9  | 0,1  | 6,6   |
| Température moyenne (°C)          | 2,1  | 4    | 6,8  | 10    | 13,9 | 17,5 | 20,1 | 19,4 | 16,4 | 11,7 | 6    | 2,7  | 10,9  |
| Température maximale moyenne (°C) | 4,9  | 7,3  | 11,1 | 14,8  | 18,9 | 22,8 | 25,7 | 24,9 | 21,7 | 15,9 | 9,1  | 5,3  | 15,2  |
| Précipitations (mm)               | 66,3 | 60,9 | 58,7 | 69,4  | 85,9 | 74,7 | 58,1 | 77,1 | 75,7 | 71,7 | 72,7 | 70,4 | 841,4 |

### Voies de communication et transports

#### Routes

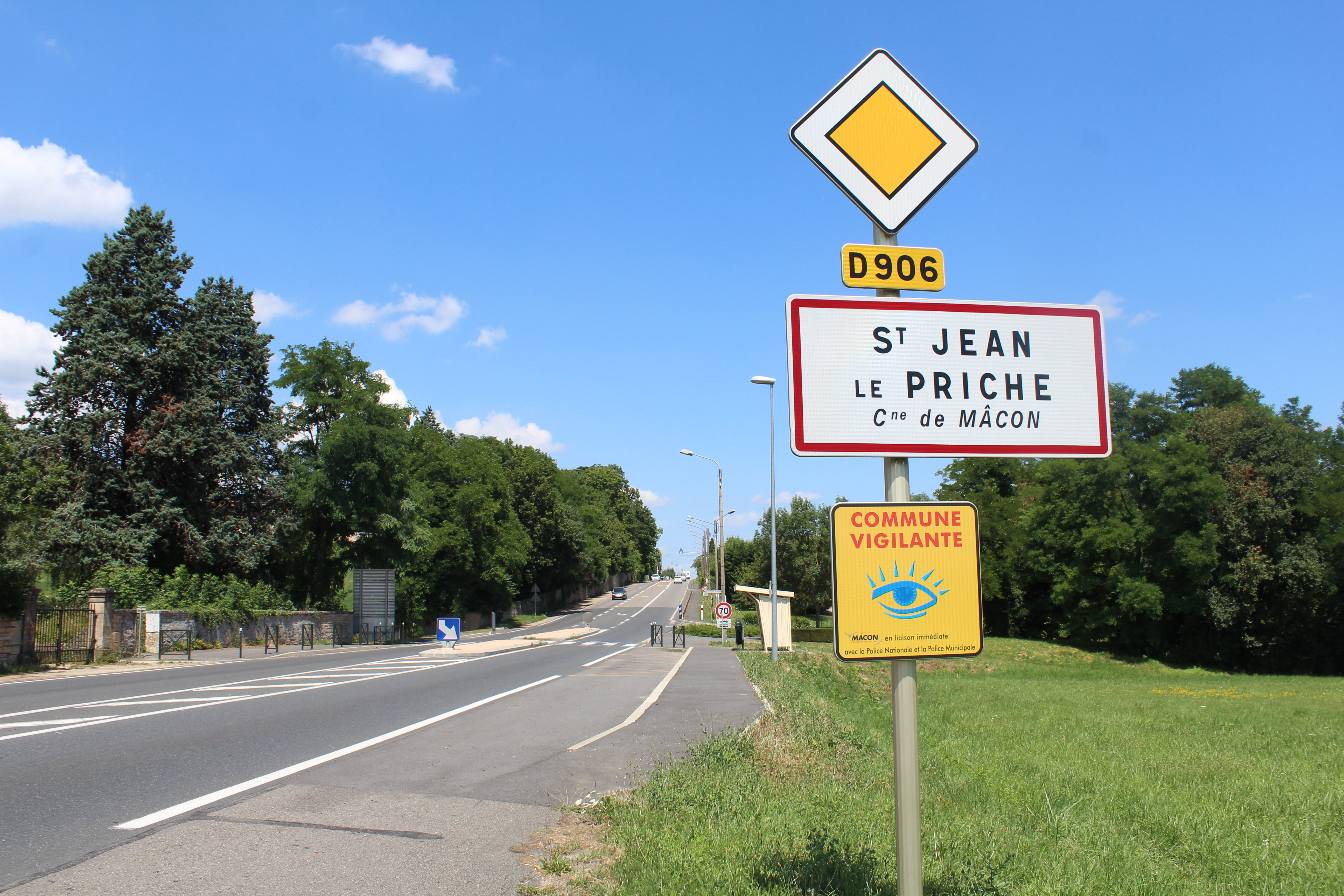
Route départementale D906.

La route départementale D906 qui était la route nationale 6 avant son déclassement, traverse la commune du nord au sud et scinde le territoire en deux.
À l'ouest, la route départementale D205 traverse la zone artisanale de Mâcon Nord. Elle permet de rejoindre Saint-Martin-Belle-Roche au nord, elle relie Sennecé-lès-Mâcon à Senozan.
Près de l'ouest de la commune, on trouve l'autoroute A6 qui assure la liaison entre Paris et Lyon. La voie continue dans le sud de la France par l'intermédiaire de l'autoroute A7. Les automobilistes rejoignent la voie en prenant la gare de péage de Mâcon Nord située à Sennecé-lès-Mâcon.

#### Voies cyclables
Le long de la Saône, la partie sud de la Voie Bleue relie Mâcon à Tournus, ce qui permet aux cyclistes d'éviter le trafic routier important de la route D906 même si on trouve des pistes cyclables le long de cette voie.

#### Voies ferroviaires

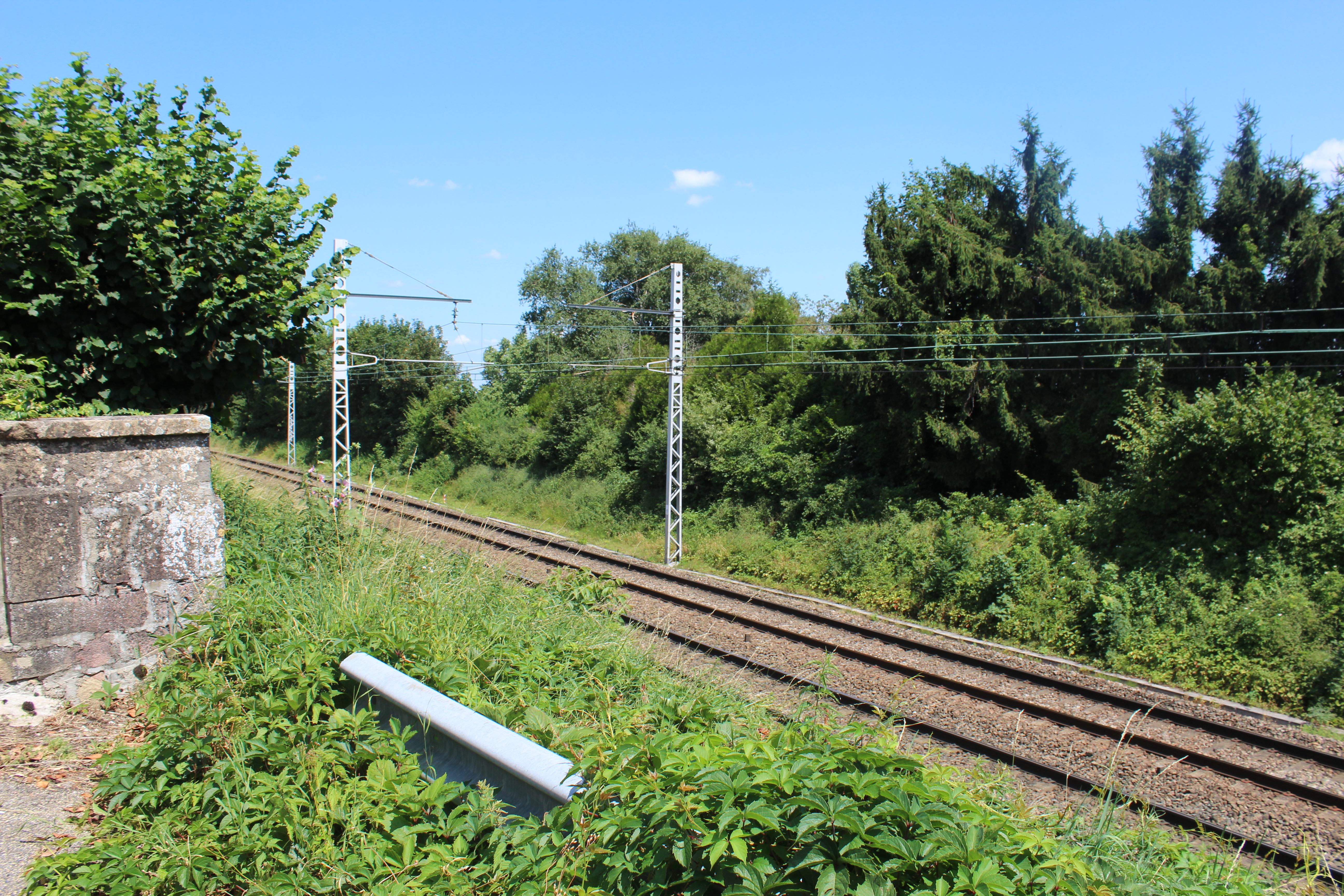
Ligne PLM.

La Ligne de Paris-Lyon à Marseille-Saint-Charles ou ligne PLM relie la capitale à Lyon et Marseille, elle se situe entre la route D906 et la Saône. Elle accueille sur ses rails des TGV et les TER Bourgogne, la gare la plus proche est la gare de Mâcon-Ville.

## Toponymie

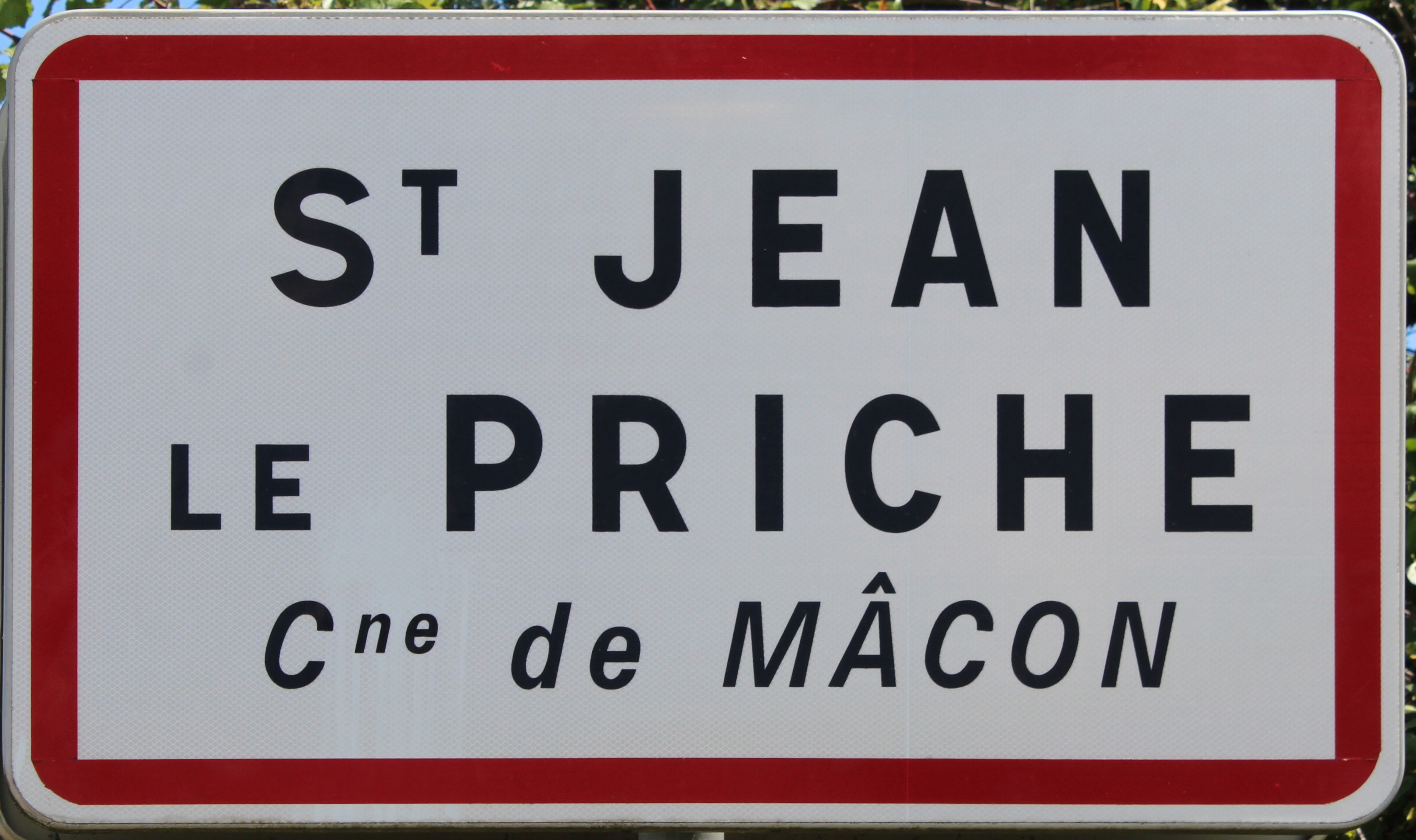
Panneau d'entrée.

### Origine du nom
Le nom de Saint-Jean-le-Priche apparaît dès le Xe siècle sous le nom latin de Sanctus Joannès Priscius. Jean-le-Priche tient son origine de Jean le prêcheur ou le prédicateur, plus connu sous Jean l’évangéliste.

### Anciens noms
La première mention du village apparaît dans le cartulaire de Saint-Vincent-de-Mâcon en 937 sous le nom de Sancti-Johannis in Propio. En 991, on trouve dans la bibliothèque de Cluny le nom de Sancti-Johannis.
Au XIIIe siècle, Sancto-Johanne de Prope évoque le village. Mais durant ce même siècle, d'autres noms sont cités comme Sancti-Johanne de Purchero, Sancti-Johanne de Prochio, Sanctum-Johannem lo Priche et Sancti-Johannis lo Pruche. Au XIVe siècle, Sancti-Johannis le Priche est le nom pour se référer au village.
Vers 1412, le nom est peu modifié car il devient ou Sancti-Johannis le Prische. À la fin du siècle, en 1478, Sainct Jehan le Prische devient le nouveau patronyme du village. En 1513, on utilise Sancti-Johannis le Preche selon le cartulaire de Saint-Vincent-de-Mâcon mais Sainct Jehan le Priche est évoqué en 1543. Le cartulaire cite une nouvelle fois le village sous le nom de Saint-Jean le Prische en 1628, Saint-Jean de Presche est mentionné en 1666.
En 1757, on évoque deux noms différents : Saint-Jean le Priche et Sanctus-Johannes Priscus. Selon les sources de Cassini, on utilise Saint-Jean-de-Priche pour se référer à la commune en 1763 et une correction est ajoutée vers 1783 où le nom devient Saint-Jean-le-Priche. En 1790, les archives nationales citent Saint-Jean mais en 1793, dans le but d'ôter toute référence à l'Ancien régime, Saint-Jean devient Roche-sur-Saône jusqu'en l'an X où le nom initial est repris selon le bulletin des lois. En 1845, Saint-Jean-le-Priche est évoqué dans les cartes de l'État-Major.

## Histoire
À l'origine, la paroisse de Saint-Jean dépendait du bailliage, de la recette et du diocèse de Mâcon, de l’archiprêtre de Verizet et de la justice du chapitre de l’église cathédrale Saint-Vincent de Mâcon. Cette paroisse possédait une annexe qui se trouvait outre-Saône qui était le village d'Esne, aujourd'hui Vésines. On ne connaît toujours pas la raison pour laquelle les deux villages entretenaient ce lien. Les corps des villageois de Vésines étaient inhumés dans le cimetière de Saint-Jean après avoir traversé la Saône.
Antérieurement à la Révolution, on traversait la Saône par bac à Saint-Jean-le-Priche, et au seigneur de Lugny appartenait, à raison de sa baronnie, la totalité du droit de passage qu'il convenait d'y acquitter.
1793 : Saint-Jean-le-Priche, dans le contexte révolutionnaire, change de nom et devient Roche-sur-Saône.
En 1808, la vétusté de l'église impose le transfert de la vie religieuse à Sennecé-lès-Mâcon.
Le 1er janvier 1972, la commune de Saint-Jean-le-Priche est rattachée à celle de Mâcon sous le régime de la fusion-association.

## Administration et politique

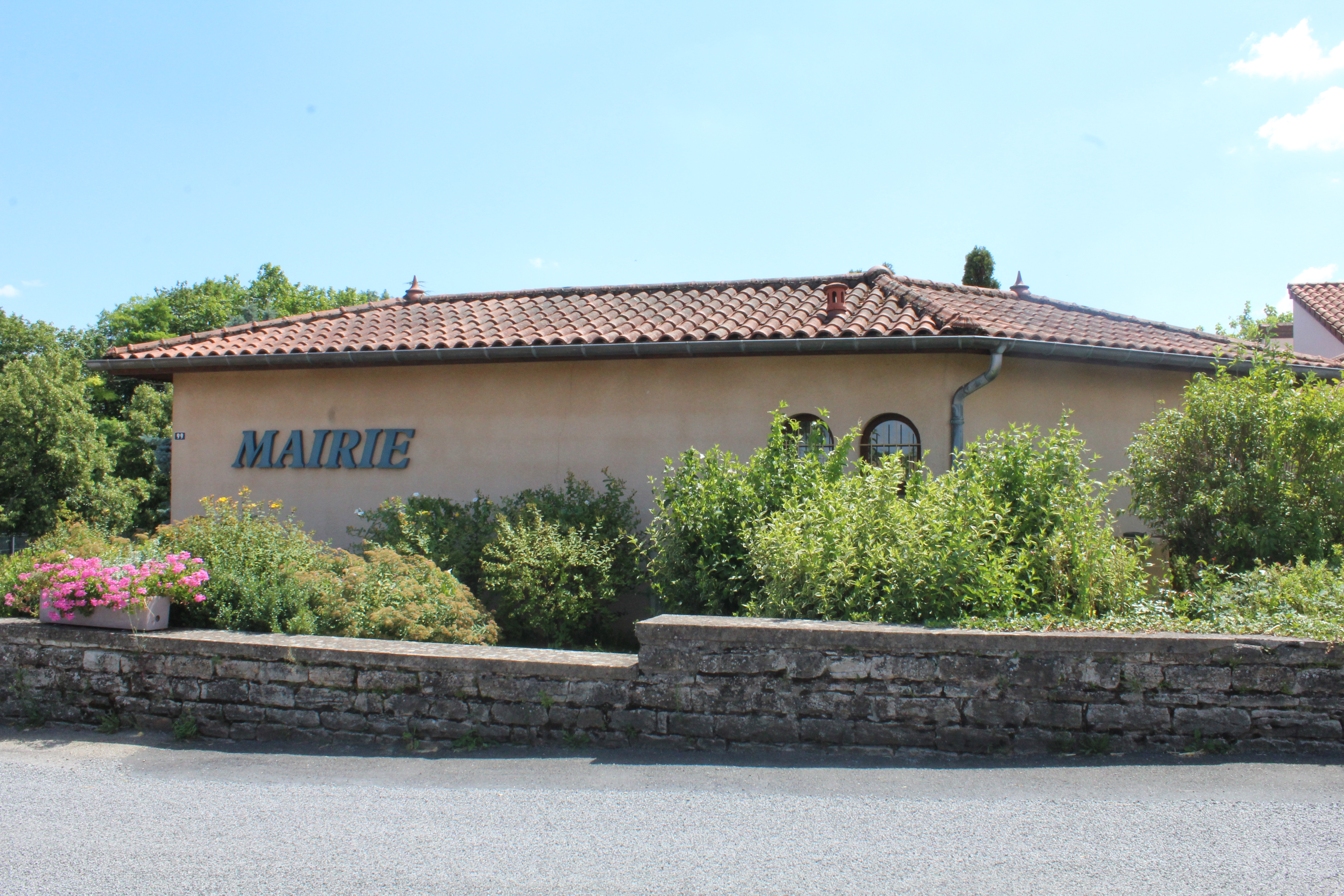
Mairie de la commune associée.

### Administration municipale
Saint-Jean-le-Priche étant une commune associée dépendant de Mâcon, elle possède une mairie annexe à la ville et est représentée par une commission consultative. Le but de cette commission est de faire remonter les informations importantes du village au conseil municipal et d'être consultée sur toute décision concernant le commune associée. Cette commission est constituée du maire délégué et de six autres conseillers.

### Liste des maires successifs
| Période | Période | Identité                             | Étiquette | Qualité |
| ------- | ------- | ------------------------------------ | --------- | ------- |
| 1792    | 1798    | Claude Droin                         |           |         |
| 1799    | 1811    | père Trécourt                        |           |         |
| 1812    | 1821    | Antoine Carrel                       |           |         |
| 1822    | 1844    | Pierre Gravot                        |           |         |
| 1848    | 1869    | Louis-Antoine de Robin de Barbentane |           |         |
| 1870    | 1870    | Martin Janan                         |           |         |
| 1871    | 1916    | Henri Marie de Robin de Barbentane   |           |         |
| 1916    | 1916    | Jean Passot                          |           |         |
| 1917    | 1918    | François Gravot                      |           |         |
| 1919    | 1924    | Claude Lapierre                      |           |         |
| 1925    | 1935    | Jean Dessalce                        |           |         |
| 1936    | 1940    | Jean Roberjot                        |           |         |
| 1941    | 1947    | Gontran Marie de Robin de Barbentane |           |         |
| 1948    | 1958    | Henri Chevalier                      |           |         |

| Période | Période | Identité             | Étiquette | Qualité |
| ------- | ------- | -------------------- | --------- | ------- |
| 1959    | 1976    | Alexandre Laroche    |           |         |
| 1977    | 1888    | Eugène Cureau        |           |         |
| 1989    | 1993    | Charles Sève         |           |         |
| 1994    | 1995    | Philippe Rivet       |           |         |
| 1995    | 2001    | Jean-Claude Antoinet |           |         |
| 2001    | 2008    | Caroline Théveniaud  |           |         |
| 2008    | 2014    | Christian Racca      |           |         |
| 2014    |         | Denise Noton         |           |         |

## Population et société

### Démographie
L'évolution du nombre d'habitants est connue à travers les recensements de la population effectués dans la commune depuis 1793. Pour les communes de moins de 10 000 habitants, une enquête de recensement portant sur toute la population est réalisée tous les cinq ans, les populations de référence des années intermédiaires étant quant à elles estimées par interpolation ou extrapolation. Pour la commune, le premier recensement exhaustif entrant dans le cadre du nouveau dispositif a été réalisé en 2004.
En 2017, la commune comptait 419 habitants, en évolution de +3,71 % par rapport à 2011 (Saône-et-Loire : −1,06 %, France hors Mayotte : +2,11 %).
| 1793 | 1800 | 1806 | 1821 | 1831 | 1836 | 1841 | 1846 | 1851 |
| ---- | ---- | ---- | ---- | ---- | ---- | ---- | ---- | ---- |
| 206  | 182  | 180  | 155  | 156  | 169  | 158  | 177  | 206  |

| 1856 | 1861 | 1866 | 1872 | 1876 | 1881 | 1886 | 1891 | 1896 |
| ---- | ---- | ---- | ---- | ---- | ---- | ---- | ---- | ---- |
| 176  | 183  | 193  | 168  | 164  | 157  | 149  | 143  | 166  |

| 1901 | 1906 | 1911 | 1921 | 1926 | 1931 | 1936 | 1946 | 1954 |
| ---- | ---- | ---- | ---- | ---- | ---- | ---- | ---- | ---- |
| 158  | 144  | 129  | 105  | 88   | 97   | 72   | 123  | 142  |

| 1962 | 1968 | 2006 | 2009 | 2014 | 2017 | - | - | - |
| ---- | ---- | ---- | ---- | ---- | ---- | - | - | - |
| 150  | 158  | 500  | 397  | 459  | 419  | - | - | - |

### Enseignement

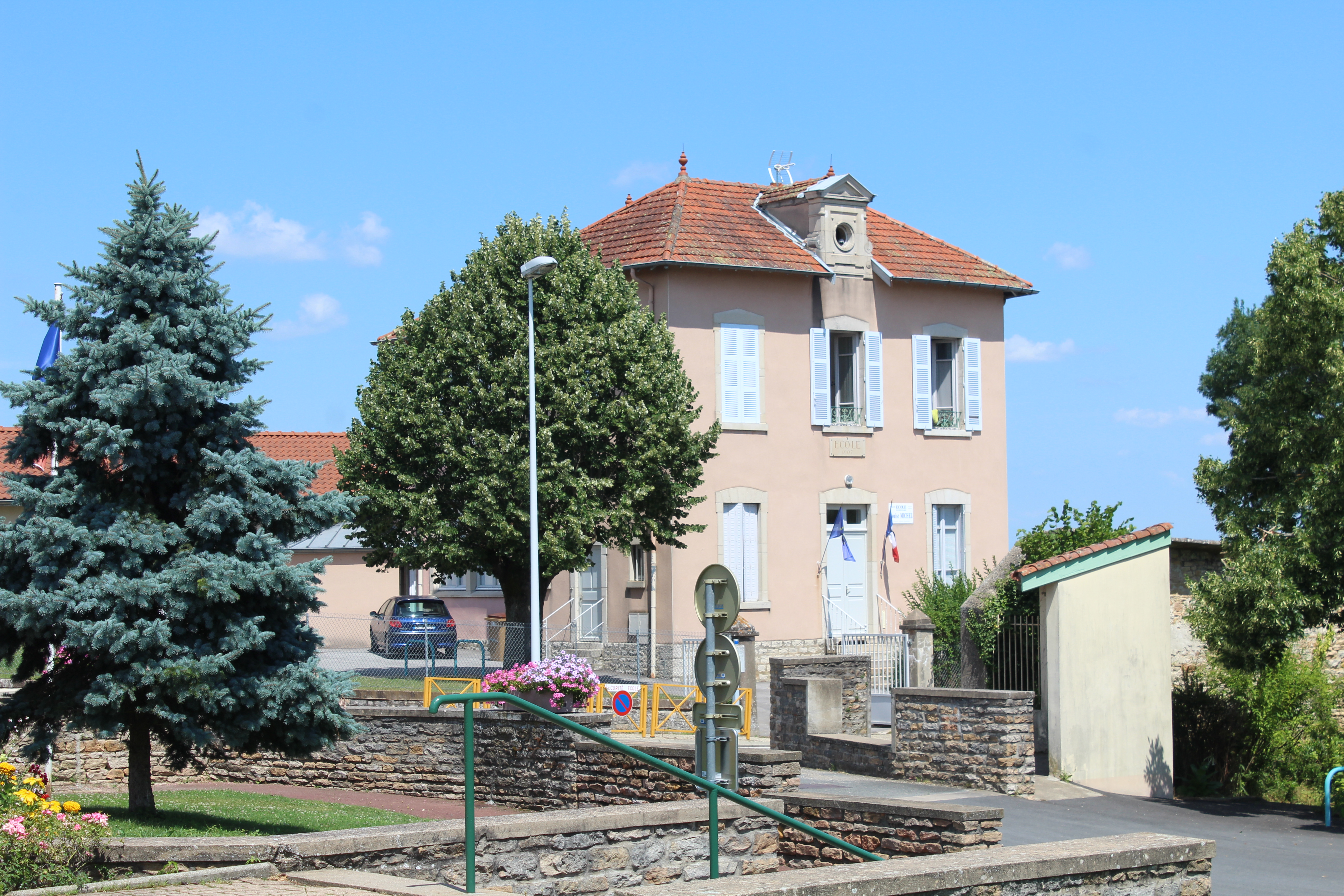
École Louise Michel.

L'école élémentaire Louise Michel qui est composée d'une seule classe de CM1 est la seule école de Saint-Jean. Elle fait partie d'un RPI. Ce regroupement réunit quatre établissements scolaires : l'école maternelle de quatre classes située à Sennecé-lès-Mâcon, l'école Marie Curie de Sennecé-lès-Mâcon qui comporte trois classes allant du CP au CE2 et l'école de Charbonnières qui comporte la seule classe de CM2.
Les élèves de Saint-Jean et de Sennecé qui entrent au collège intègrent le collège Robert Schuman à Mâcon puis entrent au lycée René Cassin située dans la même ville. Au contraire, ceux de Charbonnières intègrent le collège Victor Hugo de Lugny. Ils ont le choix d'intégrer ensuite le lycée Lamartine de Mâcon ou le lycée La Prat's de Cluny.

### Médias
- Le journal Le Journal de Saône-et-Loire propose une édition locale aux communes des environs de Mâcon. Il paraît du lundi au dimanche et traite des faits divers, des évènements sportifs et culturels au niveau local, national, et international.
- La chaîne France 3 Bourgogne est disponible dans la région.
- Les radios locales Aléo et Club Altitude RCF.
- La station Radio Scoop a une antenne à Bourg-en-Bresse qui diffuse dans l'Ain et aussi dans le Mâconnais.
- France Bleu Bourgogne diffuse dans toute la région bourguignonne ainsi que dans les zones frontalières à la région.

### Sécurité

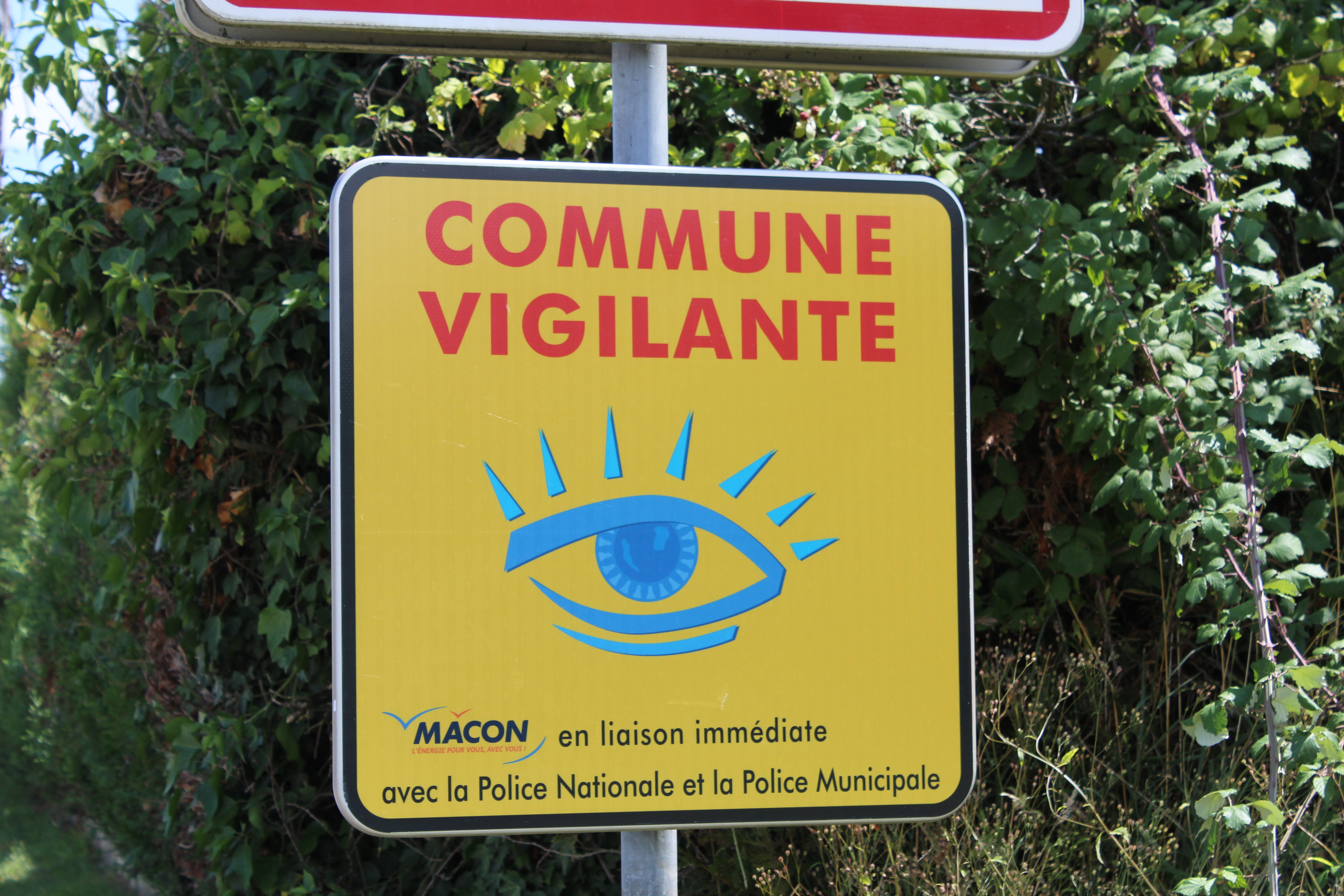
Panneau Commune vigilante.

Tout comme les autres communes associées − Loché et Sennecé-les-Mâcon − Saint-Jean-le-Priche a pris part au dispositif « participation citoyenne », dérivé des « voisins vigilants ». Ce dispositif encourage les dénonciations des riverains auprès des forces de l'ordre.

## Économie
Une partie du parc d'activités de Mâcon-Nord est situé dans le territoire de la commune associée.

## Culture et patrimoine

### Lieux et monuments

Monument en l'honneur des résistants.

- Le château Saint-Jean est un château privé construit durant la Renaissance.
- Le 1er janvier 1924, la municipalité décide de la pose d'un monument en l'honneur des soldats de la commune tués au combat.
- Le long de la route départementale D906, on trouve un monument en l'honneur de Marius Massardier et Louis Vardier qui furent assassinés le 20 juillet 1944 au lieu où est placée la stèle.
- Inauguré en 1907, le bâtiment principal de l'école accueillait aussi la mairie jusqu'en 1990, année de l'inauguration de la nouvelle mairie.

### Personnalités liées à la commune

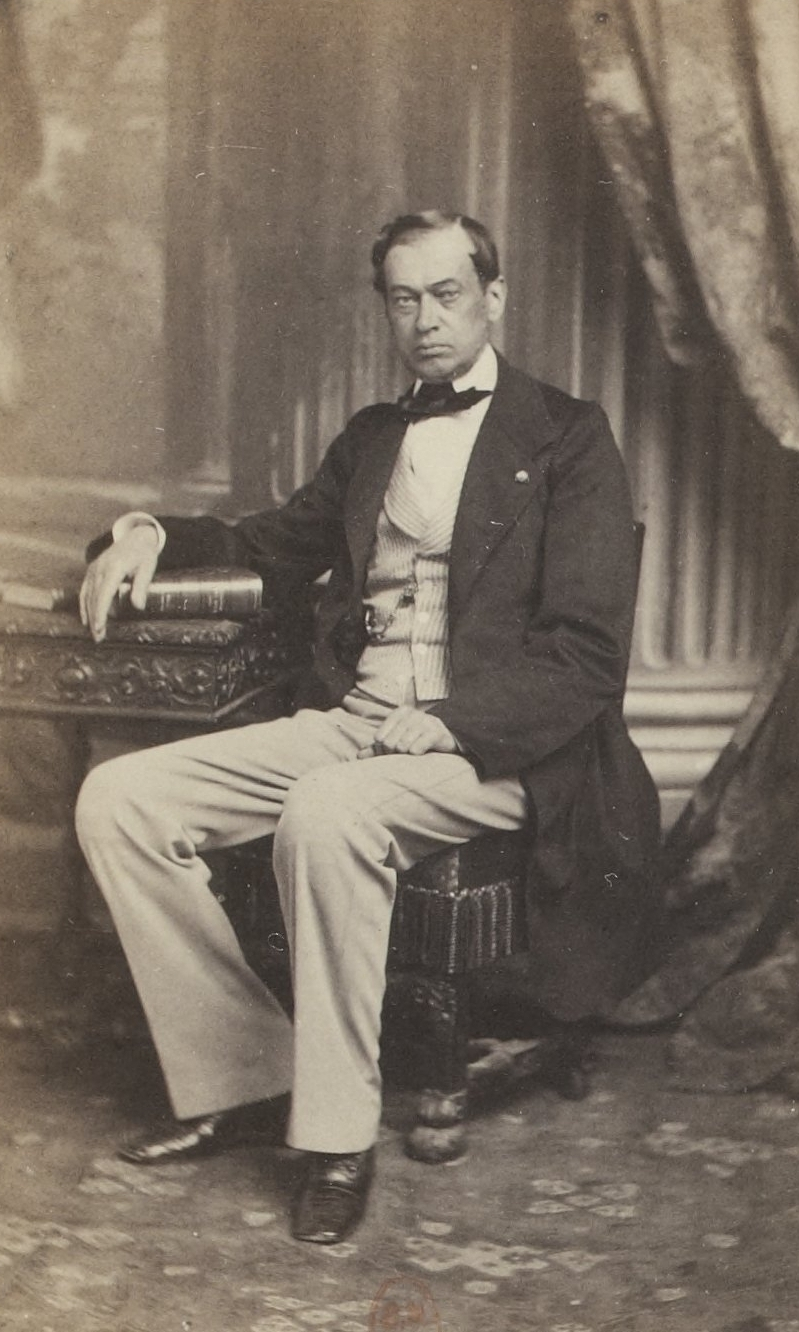
Louis-Antoine de Robin de Barbentane entre 1852 et 1857.

- Louis Antoine de Robin, comte de Barbentane, est un homme politique qui fut propriétaire du château, lieu où il décéda en 1869.
- Claude Farell, actrice autrichienne décédée en 2018.